# رموآلد ژوبه
رموآلد ژوبه (فرانسوی: Romuald Joubé‎؛ ۲۰ ژوئن ۱۸۷۶ – ۱۴ سپتامبر ۱۹۴۹) هنرپیشه سینما و تئاتر اهل کشور فرانسه بود. وی بین سال‌های ۱۹۰۹ تا ۱۹۴۳ میلادی فعالیت می‌کرد و حدود سی سال در عرصهٔ بازیگری فعال بود.